# مارسیو نوبری
مارسیو نوبری (به پرتغالی: Márcio Ferreira Nobre) بازیکن سابق فوتبال در پست مهاجم اهل برزیل است که در شهر جاتی و در تاریخ ۶ نوامبر ۱۹۸۰ به دنیا آمده‌است. وی هم‌اکنون هدایت باشگاه فوتبال آلتای اسپور را بر عهده دارد.

## باشگاهی
مارسیو نوبری در تیم‌های فوتبال کاشیوا ریسول، کروزیرو، فنرباغچه، بشیکتاش و مرسین سابقهٔ حضور دارد.